# Numídids
Els numídids (Numididae) són una família d'ocells de l'ordre dels gal·liformes, malgrat que algunes autoritats els consideren la subfamília numidinins (Numidinae) dins la família dels fasiànids. Són natives d'Àfrica però s'han introduït a altres indrets, tant com a animals domesticats com salvatges.

## Descripció
La llargària, segons les diferents espècies, arriba dels 40 fins als 71 cm, amb un pes de 700 – 1600 g. Plomatge generalment negre, freqüentment amb petites taques blanques, però no en totes les espècies. Escàs dimorfisme sexual. Semblen perdius però gairebé sempre tenen diferents ornaments al cap, que va de plomalls fins carúncules o bonys a manera de banyes.

## Alimentació
Es tracta d'una família de menjadors d'insectes i vegetals com llavors i arrels.

## Reproducció
Ponen 5 – 12 ous blancs o ocre, amb motes més fosques, en un niu molt senzill, que consisteix en un receptacle gratat en terra i folrat de fulles o plomes. La incubació és de 23 a 28 dies. Els pollets són bastant precoces.

## Hàbitat i distribució
Habiten des d'estepes àrides, fins selva humida, passant per zones de sabana, a pràcticament tot l'Àfrica al sud del Sàhara.

## Hàbits
En general es tracta d'espècies monògames, amb excepcions. També són animals sociables, formant esbarts de dimensió variable.

## Taxonomia
La família (o subfamília) s'ha classificat en quatre gèneres amb 8 espècies:
- Gènere Agelastes
  - Agelastes meleagrides - Pintada pitblanca.
  - Agelastes niger - Pintada negra.
- Gènere Numida
  - Numida meleagris - Pintada comuna o Gallina de Guinea.
- Gènere Guttera
  - Guttera plumifera - Pintada de plomall.
  - Guttera edouardi - pintada crestada meridional.
  - Guttera verreauxii - pintada crestada occidental.
  - Guttera pucherani - pintada crestada oriental.
- Gènere Acryllium
  - Acryllium vulturinum - Pintada vulturina.